# Muzeum mučednictví blahoslaveného kněze Jerzyho Popiełuszky
Muzeum Mučednictví blahoslaveného kněze Jerzyho Popiełuszka je polské multimediální muzeum ve Włocławku, připomínající život, aktivity a mučednictví kněze Jerzego Popiełuszka. Muzeum se nachází v suterénu budovy kostela Mučednictví blahoslaveného kněze Jerzego Popiełuszka, která je v sousedství Wloclawské přehrady, v Plocké ulici ve městě Włocławek (česky: Vladislav) v Kujavsko-pomořském vojvodství.

## Historie
Dne 9. listopadu 1997 vstoupil v platnost dekret biskupa Bronislawa Dembovského, podle kterého byla ve Włocławku založena farnost Panny Marie Fatimské. Vytvoření nového objektu bylo svěřeno kongregaci bratří Těšitelů z Gethseman (latinsky Congregatio Fratrum Consolatorum de Gethsemane, zkratka CCG). Jako součást plánů bylo s diecézními úřady dohodnuto, že se kongregace pokusí postavit farní kostel se samostatnou kaplí, ve které se bude nacházet svatyně zasvěcená životu a mučednické smrti blahoslaveného Jerzyho Popiełuszka.
Muzeum vzniklo v rámci projektu Stezka mučednictví blahoslaveného kněze J. Popiłeuszka, a je spolufinancováno z prostředků Regionálního operačního programu Kujavsko-pomořského vojvodství. Slavnostní otevření muzea se uskutečnilo dne 7. června 2015, pět let po prohlášení kněze za blahoslaveného. Kostel je v péči kongregace bratří těšitelů z Gethseman, kurátorem muzea je otec Damian M. Kosecki.   

## Expozice
Muzeum se skládá ze tří částí. První místnost ukazuje dětství a mladí Jerzyho Popiełuszka. Druhá místnost, nazvaná Období Solidarity, ukazuje okolnosti knězova života v období pronásledování duchovních, spojené se stávkami, a mše sloužené ve jménu vlasti. Poslední část je věnována příběhu únosu a mučednické smrti věhlasného kněze. První dvě místností jsou kombinací panoramatického kina, televize, využívají prvků animace, zvuku a hry světel. Jsou k vidění filmy, rekonstrukce, části celovečerního filmu, krátké inscenované ukázky, archivní materiály polského zpravodajství a 3D fotografie prezentované virtuálním průvodcem. Třetí místnost je interaktivní a na mapě světa jsou ukázaná všechna místa spojená s blahoslaveným knězem. Zde je také možné virtuálně procházet sbírky muzea.